# Stenaberga
Stenaberga är en mindre ort, bestående av ett antal gårdar på Österlen i Simrishamns kommun, belägen nordnordväst om Simrishamn.